# هيذر دوبرو
هيذر بيج دوبرو (من مواليد 5 يناير 1969)  هي ممثلة أمريكية وشخصية تلفزيونية.
اشتهرت بعملها ضمن  فريق عمل مسلسل تلفزيون الواقع برافو بعنوان ربات البيوت الحقيقيات في مقاطعة أورانج.
ولدت دوبرو في برونكس  ونشأت في تشاباكوا في نيويورك. وهي أمريكية من الجيل الخامس من أصل يهودي (من ألمانيا والمجر وبولندا). وتخرجت في عام 1990 من جامعة سيراكيوز بدرجة البكالوريوس في الفنون الجميلة.

## روابط خارجية
- هيذر دوبرو على موقع IMDb (الإنجليزية)
- هيذر دوبرو على موقع ألو سيني (الفرنسية)
- هيذر دوبرو على موقع أول موفي (الإنجليزية)
- هيذر دوبرو على موقع إن إن دي بي (الإنجليزية)
- هيذر دوبرو على موقع قاعدة بيانات الفيلم (الإنجليزية)
- هيذر دوبرو على موقع كينوبويسك (الروسية)